# Phoenix (альбом Grand Funk Railroad)
Phoenix — шостий студійний альбом хард-рокового гурту Grand Funk. Він вийшов 15 вересня 1972 року на лейблі Capitol Records і є першим альбомом, який не продюсував Террі Найт. Ще під час запису попереднього альбому гурт вирішив завершити співпрацю зі своїм менеджером, що призвело до суперечок щодо прав на бренд Grand Funk Railroad, тому його назва була скорочена до Grand Funk. Phoenix був спродюсований самими музикантами гурту, до запису були долучені два сесійні виконавці — клавішник Крейг Фрост та скрипаль Дуг Кершоу.
Це був четвертий поспіль альбом гурту, який увійшов до американського Billboard 200, досягнувши сьомого місця. Він посів 8 місце в канадських чартах і 13 місце в Австралії. В Норвегії та Німеччині він посів 20 і 25 місця відповідно. 12 жовтня 1972 року в Сполучених Штатах його було визнано золотим за більш, ніж півмільйонний тираж проданих копій.
«Rock 'N Roll Soul», єдиний сингл з альбому, випущений 23 серпня 1972 року, вже восени досяг 29 місця в чарті Billboard Hot 100 у США. На іншій стороні цієї «cорокоп'ятки» була записана композциія «Flight Of The Phoenix» — перший суто інструментальний твір гурту.

## Критика
Появу Phoenix критики зустріли з прохолодою. На відміну від п’яти попередніх студійних альбомів, які Grand Funk видав трохи більше ніж за два роки, поточний доробок поціновувачі чекали майже рік. З появою ж Phoenix виявилося, що альбому бракує ритмічної витонченості та драйву, притаманних останнім релізам гурту. Замість своїх фірмових грубих рифів та соковитих фанк-акордів, Фарнер намагався грати на гітарі з віртуозністю, якою він на той час ще просто не володів.

Браян Варні (Brian Varney) з Lollipop Magazine відзначив, що це був перший альбом гурту без Террі Найта і перший, записаний поза звичною для них студією в Клівленді, тому музикантам можна вибачити деяку безпорадність: тексти в Phoenix виглядають ненатхненними, а гра — млявою. За його словами 
Це, звісно, не робить нудні моменти платівки менш нудними, але це, можливо, частково пояснює досить раптове падіння якості.

В своєму огляді Вільям Рулманн (William Ruhlmann) з Нью-Йорк сіті триб'юн підкреслив музичну зрілість альбому Phoenix. На відміну від попередніх платівок, нова робота гурту не виглядала низкою примітивних рок-композицій. Щодо текстів, то критик підкреслив, що, на жаль, ліричні здібності Марка Фарнера не надто поліпшились, а от його самовпевненість значно зросла. Деякі з пісень містили досить простодушні політичні гасла, і 
після таких жахливих дурниць повернення гурту з піснею «Rock 'n Roll Soul» до щирого року можна тільки вітати. .
Самі учасники гурту без зайвих емоцій сприйняли критику Phoenix. Вони пояснювали жанрову розгубленість альбому тим фактом, що паралельно з роботою над ним, гурт перебував у стані війни зі своїм продюсером і менеджером: музиканти просто стомилися. Проте Дон Брюер високо оцінив «Rock 'n Roll Soul», називаючи її єдиною вдалою піснею з релізу Phoenix. Підтвердженням цього є те, що вона завжди була в програмі виступів на живо та увійшла до чотирьох збірників гурту: Live In San Diego (1974), Caught In The Act (1975), Grand Funk Hits (1976), Bosnia (1997).

## Список композицій
Згідно з каталогом «Music: Current and Renewal Registrations» за друге півріччя 1972 року авторство всіх пісень на платівці Phoenix належить Марку Фарнеру, хоча саму назвву для альбому, яка символізує відродження гурту після негараздів з менеджментом, запропонував басист Мел Шахер. Фактично ж, дві композиції: «She Got to Move Me» та «Gotta Find Me a Better Day» Фарнер написав у співавторстві з Доном Брюером.
В одному з інтерв'ю Марк Фарнер зауважив про Брюера, що той гарно писав тексти, але ось створювати мелодії чи писати музику на той час йому було ще не до снаги, тому цим займався він, тобто Фарнер. Однак через юридичну казуїстику ім'я Брюера не могло бути вказаним на конверті альбому Phoenix, хоча він і отримував роялті за ті пісні. Авторство Брюера підтверджує Apple Music — сервіс для потокового прослуховування музики, де означені вище композиції з цього альбому вказані як такі, що створені у співавторстві обох музикантів.
Фактичною причиною непорозуміння було те, що до сих пір авторськими правами гурту опікувався американський видавець Storybook Music, афілійований з BMI і пов'язаний з Террі Найтом. З втратою продюсера, гурт терміново створив видавничу компанію Cram Renraff Co., яка була підпорядкована Фарнеру. Це очевидно з того, що назва компанії — не що інше, як паліндром — ім'я та прізвище Марка Фарнера, записані задом наперед.
| Сторона 1 | Сторона 1               | Сторона 1              | Сторона 1  |
| #         | Назва                   | Автор                  | Тривалість |
| --------- | ----------------------- | ---------------------- | ---------- |
| 1.        | «Flight of the Phoenix» |                        | 3:38       |
| 2.        | «Trying to Get Away»    |                        | 4:11       |
| 3.        | «Someone»               |                        | 4:04       |
| 4.        | «She Got to Move Me»    | Дон Брюер, Марк Фарнер | 4:27       |
| 5.        | «Rain Keeps Fallin'»    |                        | 3:25       |

| Сторона 2 | Сторона 2                    | Сторона 2              | Сторона 2  |
| #         | Назва                        | Автор                  | Тривалість |
| --------- | ---------------------------- | ---------------------- | ---------- |
| 6.        | «I Just Gotta Know»          |                        | 3:52       |
| 7.        | «So You Won't Have to Die»   |                        | 3:21       |
| 8.        | «Freedom Is for Children»    |                        | 6:06       |
| 9.        | «Gotta Find Me a Better Day» | Дон Брюер, Марк Фарнер | 4:07       |
| 10.       | «Rock 'N Roll Soul»          |                        | 3:40       |

| Бонус-треки | Бонус-треки                                          | Бонус-треки |
| #           | Назва                                                | Тривалість  |
| ----------- | ---------------------------------------------------- | ----------- |
| 11.         | «Flight of the Phoenix (Remix with extended ending)» | 5:22        |

## Склад
- Марк Фарнер — гітара, клавішні, вокал, електроорган у «Flight of the Phoenix»
- Мел Шахер — бас-гітара
- Дон Брюер — ударні, вокал
- Крейг Фрост — електроорган, клавінет, клавесин, піаніно
- Дуглас Кершоу[en] — електрична скрипка[3]

Крейг Фрост приєднується до групи в якості сесійного музиканта і залишається в складі гурту. Його внесок у Phoenix важко недооцінити, бо клавішні тепер помітні майже в усіх композиціях Grand Funk: за участю Крейга Фроста записано дев’ять з десяти пісень альбому. Його гра додала інший вимір у звучанні гурту, бо раніше Марку Фарнеру доводилося використовувати електроорган трохи дещо у винахідливий спосіб.
Поява Фроста не була випадковістю, його з Фарнером та Брюером поєднувало спільне музичне минуле в The Fabulous Pack ще з 1968 року. Та й сам музикант був, як і учасники гурту, родом з Детройта, тому, скоріш за все, вони були знайомі вже давно. Про це красномовно свідчить його прізвисько в гурті: Крейга Фроста хлопці по-дружньому звали Крейзі.
Інший сесійний музикант Дуглас Кершоу, за фахом скрипаль, долучився до запису Phoenix тільки в інструментальній композиції «Flight of the Phoenix». Він не захотів брати участь у попередньому її прослуховуванню, виконуючи імпровізацію на своїй електроскрипці вже в студії Soundshop Recording.

## Виробництво
- Марк Фарнер — видавець альбому, Cram Renraff Co.
- Джин Айхельбергер (Gene Eichelberger) — провідний інженер звукозапису, Soundshop Recording Studios
- Білл Шеррілл (Bill Sherrill) — інженер звукозапису, Soundshop Recording Studios
- Стів Граф (Steve Graf) — інженер звукозапису, Soundshop Recording Studios
- Pasific Eye & Earner — дизайн обкладинки альбому
- Лоррі Саллівен (Lorrie Sullivan) — фотограф альбому
- Джо Гарнетт (Joe Garnett) — художник альбому

Болісне розлучення з продюсером позначилося й на звучанні гурту — альбом Phoenix втратив характерну для попередніх релізів глибину звучання, які були фірмовою рисою Cleveland Recording. Мікс виглядає зовсім плоским та технічно слабшим: інструменти втрачають виразність, баланс у композиціях здається недопрацьованим, а стереозвукові ефекти — надуманими.
На разі можна тілько припускати, чому стало неможливим подальше співробітництво з Cleveland Recording, де до цього були записані всі релізи Grand Funk. Фактом залишється тільки те, що новим партнером гурту по звукозапису стала студія Soundshop Recording з Нешвіллу, штат Теннессі. Завершальне зведення було виконано в студії Quadrafonic Sound Studios, розташованій у тому ж Нешвіллі.
Зміна студії, схоже, позбавила запис тієї специфічної енергії, яка так приваблювала у попередніх роботах. Це розуміли й самі виконавці: в подальшому гурт відмовився від співпраці з Soundshop Recording Studios. Мастер-копію платівки взяла на себе компанія Sterling Sound — з нею співробітництво Grand Funk тривало ще довго.

## В інших медіа
Зімбабвійський письменник Пол Вільямс (Paul Williams), який нині проживає в Австралії, так використовує буквальний опис яскравого, ексцентричного й трохи гротескного шоу, натхненного музикою Grand Funk:
Вони занурюються в неоново-рожеве сяйво й блискіт бікіні під «Flight of the Phoenix» від Grand Funk Railroad, хтиво похитуючи стегнами та трясучи грудьми у феєрії світла, звуку та рухів.
За радянської влади Валентин Зорін, політичний оглядяч центрального телебачення, 
використав саме цю інструментальну композицію в якості музичної заставки для репортажного сюжету про елітні товари в мережі Sears, Roebuck and Co.

## Чарти
Альбом
| Рік  | Чарт          | Позиція |
| ---- | ------------- | ------- |
| 1972 | Billboard 200 | 7       |
| 1972 | Австралія     | 13      |
| 1972 | Канада        | 12      |
| 1972 | Норвегія      | 20      |

Сингли
| Рік  | Сингл                | Чарт              | Позиція |
| ---- | -------------------- | ----------------- | ------- |
| 1972 | «Rock 'n' Roll Soul» | Billboard Hot 100 | 29      |
| 1972 | «Rock 'n' Roll Soul» | Канада            | 37      |